# STS-2
STS-2は、アメリカ航空宇宙局によるスペースシャトルのミッションである。1981年11月12日にコロンビアで打ち上げられた。スペースシャトルの、またコロンビア号の2度目のミッションであり、地球に帰還した再利用可能な有人宇宙船が再び宇宙に戻ったのは初めてのことである。
スペースシャトル計画の検討の初期段階では、STS-2ではスカイラブの再起動を行う予定であったが、開発の遅れとスカイラブの軌道が縮小していたため、ミッションは不可能だった。STS-2の打上げ時には、スカイラブは既に軌道を外れてかなり経った後だった。

## 乗組員
- 船長:ジョー・エングル(1)
- 操縦士:リチャード・トゥルーリー(1)

エングルはもともとアポロ17号の月着陸船のパイロットに選ばれていたが、これが最後の月着陸となることが明らかとなった後で、ハリソン・シュミットに押し出されていた。その結果、エンゲルもトルーリーもこのミッションが初めてであり（エングルはX-15で80km以上の高度に達した経験があり、米空軍宇宙飛行士記章を与えられていたが、NASAでは新人と見なされていた）、スカイラブ4号以来の、全員が新人のミッションであった。STS-2の飛行後、NASAは、船長は宇宙飛行経験者であるべきとのポリシーを保持し、そのため、これが最後の全員新人でのミッションとなった。

## バックアップ
- 船長:ケン・マッティングリー
- 操縦士:ヘンリー・ハーツフィールド

## ミッションパラメータ
- 質量
  - 離陸時オービタ:104,647 kg
  - 着陸時オービタ:92,650 kg
  - ペイロード:8,517 kg
- 近点:222 km
- 遠点:231 km
- 軌道傾斜角:38.0°
- 軌道周期:89.0分

## ミッションハイライト
2度目のスペースシャトルの打上げはSTS-1から7か月後の1981年11月12日に設定され、10時10分ESTに離陸した。予定では7時30分ESTだったが、故障したコロンビアのデータ転送ユニットの交換のために遅くなった。また当初は打上げ日は10月9日の予定だったが、姿勢制御システムのタンクから四酸化二窒素が漏れたために延期された。11月4日に再設定されたが、3つの補助動力装置のうち2つの油圧が高いことが見つかり、再度延期された。
このミッションでは、史上初めて宇宙飛行を経験した有人宇宙船が再び人を乗せて宇宙を訪れた。コロンビアは打上げの前に103日間に渡ってオービタ整備施設で整備され、センサや計器類から構成されるDFI packageやOSTA-lを積み直された。Shuttle Imaging Radar-A等を含むこれらの機器は、地球の資源や環境、海洋や気象の状況を遠隔測定することに成功した。さらに、カナダが製造したシャトル・リモート・マニピュレータ・システム（カナダアーム）の操作も初めて全ての運用モードで成功した。

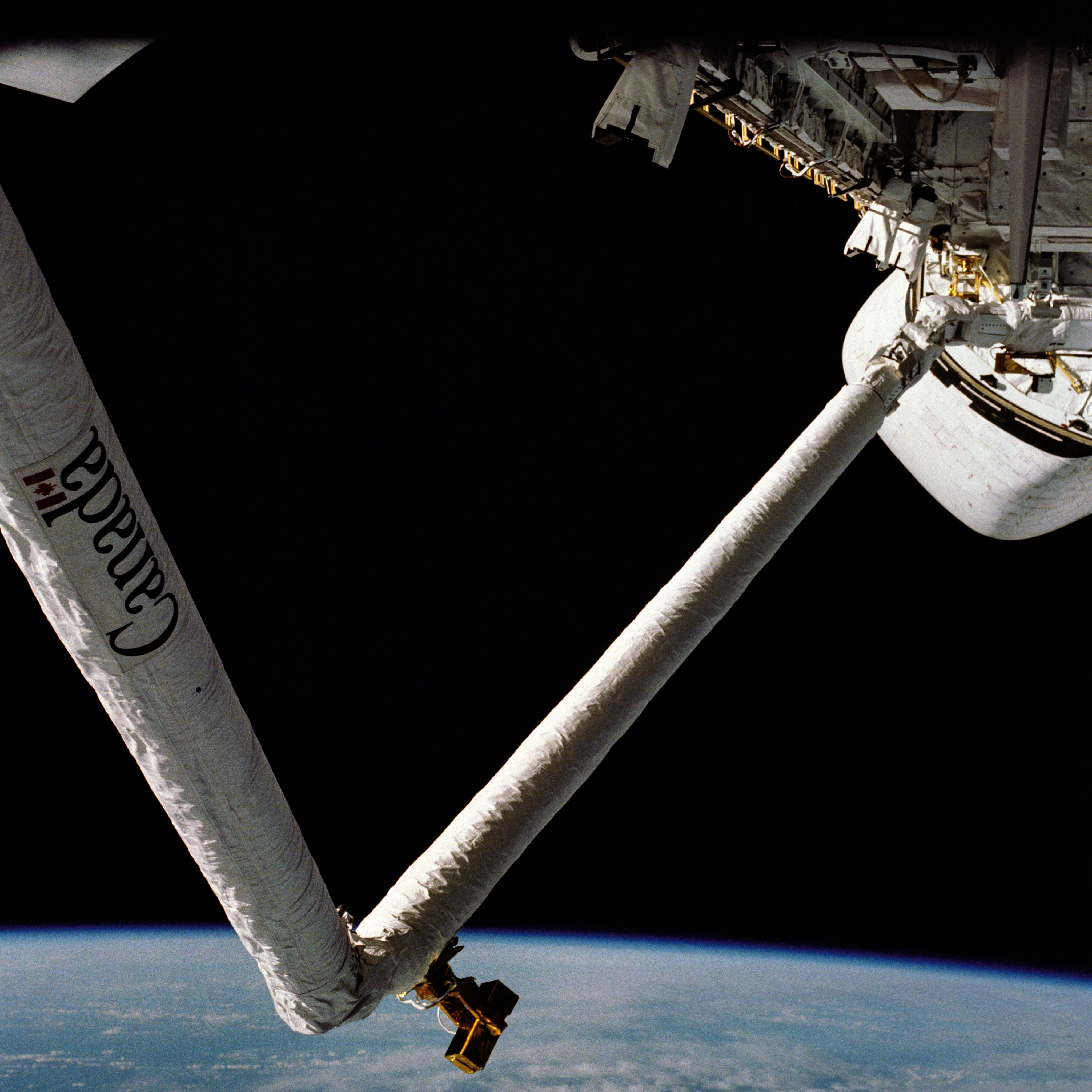
RMSからの景色

ミッションの間、ロナルド・レーガン大統領がミッション管理センターを訪れた。彼はSTS-1の間に訪れることを予定していたが、2週間前にレーガン大統領暗殺未遂事件が起こったため、中止になっていた。
STS-2は5日間の予定で、5日間目の後に数時間のカナダアームの試験が予定されていたが、電力や飲み水を生産する3つの燃料セルの1つが壊れたことで、予定を早めて帰還した。ミッションは2日間に短縮され、予定されていたカナダアームの試験は中止された。乗組員は、睡眠時間として予定されていた時間にも起きて、ミッション管理センターとの通信が途絶する時間帯にとにかくカナダアームの試験を試みた。

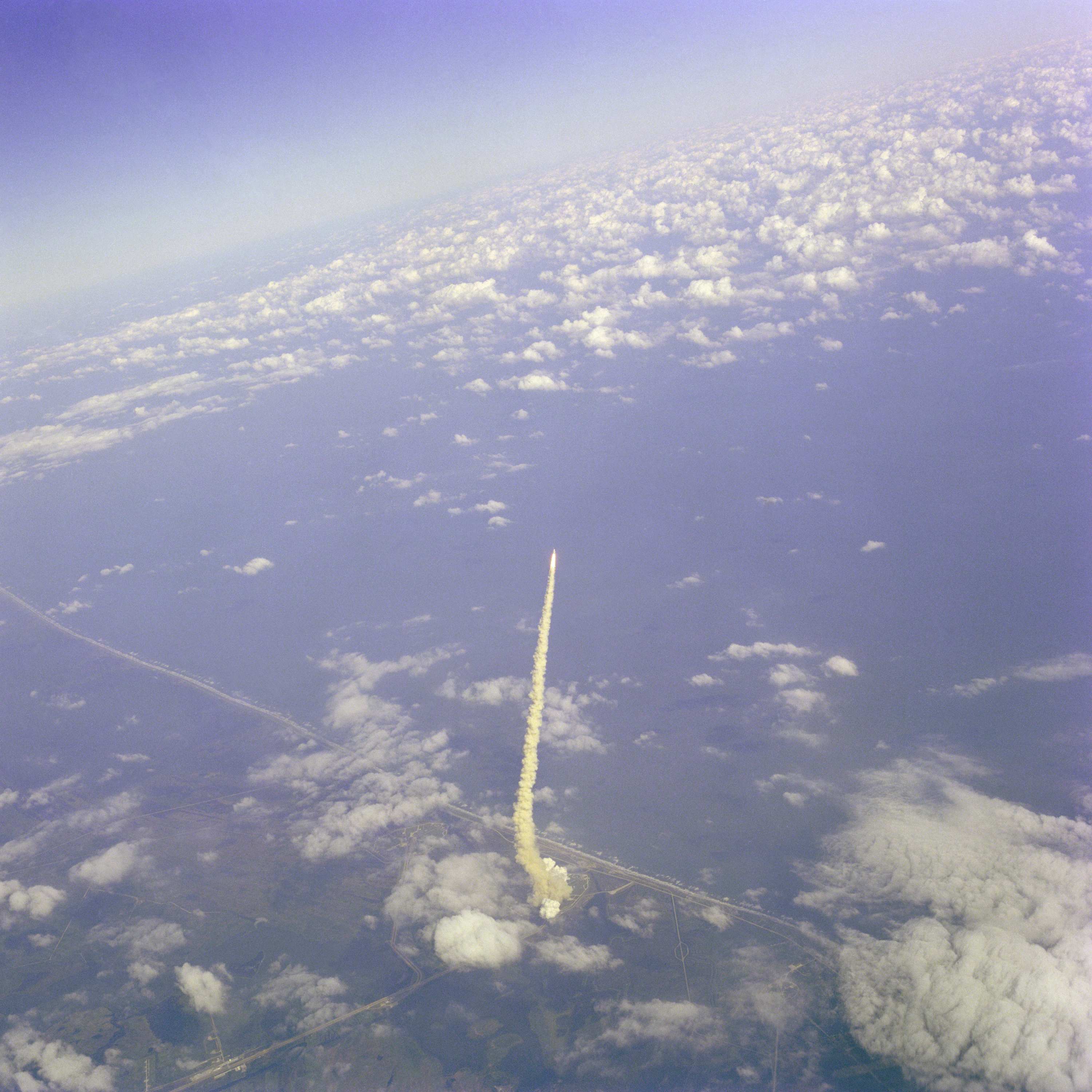
STS-2の打上げの様子

11月14日1時23分PST、2日6時間13分13秒の間に37回の周回で173万kmを飛行して、エドワーズ空軍基地の第23滑走路に着陸した。エングルは、スペースシャトルの安定性と制御を確認するため、マッハ24もの速度で手動で大気圏再突入させ、着陸させた唯一のパイロットとなった。
ミッションの期間はかなり短縮されたが、ミッションの目的の90%以上は達成された。さらに、打上げ時の固体ロケットブースターの高圧波を吸収する水音抑制システムの改良が行われた。耐熱タイルは12枚が損傷を受けたものの、1枚も失われなかった。コロンビアは、1981年11月25日にケネディ宇宙センターに戻ってきた。
STS-2は、外部燃料タンクが白色に塗られた最後のミッションとなった。スペースシャトル全体の重量を減らす目的で、STS-3以降の全てのミッションでは無塗装の橙色の外部燃料タンクを用い、272kgを節減している。

## 記章
黒地に描かれた2つの星は、スペースシャトル計画(STS)における番号を表している。

## 起床コール
NASAでは、ジェミニ計画以来伝統的に、宇宙飛行士のために音楽を流している。アポロ15号では、初めて乗組員の起床のために用いられた。曲は、家族等によって、乗組員個人にとって特別な意味がある曲や日々の活動に適切なものが選ばれる。
| 日    | 曲                           | 歌手                               |
| ----- | ---------------------------- | ---------------------------------- |
| 2日目 | "Pigs in Space"              | The Muppets                        |
| 3日目 | "Columbia, Gem of the Ocean" | フライト運用指令グループContraband |